# Вард, Джефф
Джефф Уард (англ. Jeff Ward) (18 ноября 1962 — 19 марта 1993) — барабанщик разных групп, включая Nine Inch Nails, Hammeron, Revolting Cocks, Ministry, Lard и Low Pop Suicide. Он также спел одну песню для проекта 1000 Homo DJs.
Вард страдал сильной героиновой зависимостью. В 1993 году он покончил жизнь самоубийством. Сначала он убил свою подругу, а затем заперся в машине в своём гараже и включил зажигание. Он умер от отравления монооксидом углерода. В альбоме Nine Inch Nails The Downward Spiral, вышедшем в 1994 году, и в альбоме Lard Pure Chewing Satisfaction, вышедшем в 1997 году, есть посвящения Варду, в то время как его друг и коллега по NIN Ричард Патрик затрагивает тему его смерти в песне «It’s Over» своей новой группы Filter.